# 岸上伸啓
岸上 伸啓（きしがみ のぶひろ、1958年 - ）は、日本の文化人類学者。国立民族学博物館・特定教授。国立民族学博物館・名誉教授、総合研究大学院大学・名誉教授。人間文化研究機構・元理事。

## 来歴
文化人類学者。高知県高知市出身。土佐中学校・高等学校卒業。早稲田大学第一文学部社会学専攻を経て、早稲田大学大学院文学研究科社会学専修博士前期（修士）課程修了。カナダマギル大学人類学科博士課程中退。総合研究大学院大学博士（文学）。
1989年4月早稲田大学文学部・助手、1990年10月北海道教育大学教育学部函館校・専任講師、1992年4月同・助教授、1996年1月国立民族学博物館第1研究部・助教授、1998年先端民族学研究部・助教授、2004年先端人類科学研究部・助教授、2005年10月より2018年3月まで同・教授、総合研究大学院大学・教授(併任）。
2006年4月～2008年3月、総合研究大学院大学文化科学研究科比較文化学専攻・専攻長（併任）。2008年4月～2009年3月、国立民族学博物館・館長補佐（併任）。2009年4月～2012年3月まで先端人類科学研究部・部長（併任）。2012年4月～2013年3月、国立民族学博物館研究戦略センター教授、センター長（併任）。2013年4月～2016年3月、国立民族学博物館・副館長(併任)。2017年4月～2018年3月、国立民族学博物館学術資源研究開発センター・教授、センター長、総合研究大学院大学文化科学・教授（併任）。2018年4月より2022年3月まで人間文化研究機構・理事、国立民族学博物館学術資源研究開発センター・教授（併任）。2022年4月より2024年3月まで国立民族学博物館学術資源研究開発センター教授・副館長（併任）・情報管理施設長（併任）、総合研究大学院大学文化科学研究科教授（併任）。2024年4月より国立民族学博物館・名誉教授、総合研究大学院大学・名誉教授。2025年4月1日より国立民族学博物館・特定教授(project professor)。
2011年10月から第22期・第23期日本学術会議連携会員（地域研究）。第22期日本文化人類学会評議員(2006年4月～2008年3月)、第23期日本文化人類学会理事(2008年4月～2010年3月）。第25期・第26期日本文化人類学会理事(2012年4月～2016年3月）。2012年4月より日本カナダ学会理事、民族藝術学会理事。地域研究コンソーシアム理事(2012年4月～2013年12月)。2015年度澁澤賞選考委員、2016年度澁澤賞選考委員長。京都大学地域研究統合情報センター(CIAS)共同研究課題選考委員(2014年4月～2016年3月）、2016年3月よりArCS北極域研究推進プロジェクト評議会委員、同年４月より2022年3月まで北極域研究共同推進拠点運営委員会委員（北海道大学北極域研究センター）。2017年7月より2023年6月まで北極環境研究コンソーシアム(JCAR)第4期・第5期・第6期運営委員。２018年4月より2020年3月まで第28期日本文化人類学会評議員、日本カナダ学会副会長。2020年４月より2022年3月まで第29期日本文化人類学会評議員・監事。2021年3月より2024年3月までInternational Arctic Science Committee (IASC)のSocial and Human Working Group日本代表。2022年4月より2024年3月まで日本カナダ学会会長、第30期日本文化人類学会代議員。
2006年3月に国立大学法人総合研究大学院大学（総研大）から博士（文学）。論題は「カナダ・イヌイットの食物分配に関する文化人類学的研究 : 先住民社会の変容と再生産」。 
専門は文化人類学・北方文化研究。おもな調査地域はカナダやアラスカで、イヌイットの社会変化と食物分配、先住民の開発問題、都市在住のイヌイットの生活、アラスカ先住民イヌピアットやカナダ先住民イヌイットの捕鯨活動、北アメリカ北西海岸先住民やイヌイットのアートなどに関する調査を行っている。さらに北太平洋沿岸地域の先住民社会の変化や文化および気候変の影響に関する国際連携調査ロジェクトをアラスカ大学のDavid Koesterやワシントン大学のBen Fitzhughらと計画中。2018年12月8日に呉人恵や津曲敏郎、江畑冬生、児倉徳和らが中心となって創立した日本北方言語学会の創立大会（東京外国語大学アジアアフリカ言語文化研究所）において特別講演「環北太平洋沿岸地域の先住民文化に関する人類学的研究の歴史と現状」を行い、学際的な環北太平洋沿岸地域研究の提案を行った。

## 受賞歴
2025　第20回 日本文化人類学会賞
2023　日本博物館協会顕彰（功労者表彰）
2007　第18回 カナダ首相出版賞
1998　第9回 カナダ首相出版賞（審査員特別賞）

## 主な研究内容
- 岸上伸啓の研究は、おもに3分野に大別することができる。すなわち、カナダ・イヌイットの社会人類学的研究、都市イヌイットの民族誌・実践人類学的研究、および海洋資源の利用と管理の人類学的研究である。理論的には、機能主義や構造機能主義から出発したが、現在では実践理論やポリティカル・エコロジーの視点をとっている。また、問題解決に人類学的な方法や知見を活用する応用(実践)人類学的研究にも関心を持っている[6]。

- カナダ・イヌイットの社会人類学的研究：1984年よりカナダ国ハドソン湾に面するアクリヴィク村でイヌイットの狩猟漁労活動や親族関係に関する調査を開始した。このほか、ヌナヴィク地域(ケベック州極北地域)のイヌクジュアックやクージュアック、カンギックスアルジュアックおよび現ヌナヴート準州のクガールクやイカルイットで現地調査を行った。これらの調査からカナダ・イヌイットの家族・親族、狩猟漁労活動、名前と命名、食物分配、社会変化、ハンター・サポート・プログラムに関する研究論文を発表している。2021年12月にイヌイットとイヌピアットの食物分配の事例を基にSpringer社よりFood Sharing in Human Societiesを刊行した。

- 都市イヌイットの民族誌・実践人類学的研究：1996年よりカナダ・モントリオールに在住のイヌイットに関する民族誌的調査を開始した。1997年に50名あまりを対象としたインタビュー調査を実施。この調査の過程で、モントリオール・イヌイットの社会・経済問題を目の当たりにしたため、モントリオール・イヌイット協会(AMI)の創設と活動にボランティアとして協力した。2004年にはモントリール・イヌイット協会の要請と協力のもと、都市イヌイットの生活状況に関するインタビュー調査を実施した。この調査結果は、カナダ国インディアン・北方局のドナ・サヴォア(Donat Savoie)を通して、都市イヌイット政策に活用された。2012年には北ケベック・イヌイット団体のマキヴィク(Makivik)の要請と協力によって約75名の低所得やホームレスのイヌイットにインタビュー調査を行った。この調査結果は、モントリオール市やケベック州の都市先住民政策に活用されている。この一連の調査結果は英文でも公表されており、世界で初めての体系的な都市イヌイット研究として高い評価を受けている。

- 海洋資源の利用と管理の人類学的研究：1997年より海洋資源の利用と管理に関するプロジェクトを開始し、2004年まではカナダ・ヌナヴィク地域におけるシロイルカの捕獲と分配、管理に関する調査を実施した。2006年からは米国アラスカ州の先住民イヌピアットによるホッキョククジラの捕獲と分配などに関する文化人類学的調査を実施。その成果の一部は、編著書Indigenous Use and Management of Marine Resources (Senri Ethnological Studies No. 67, 2005)やAnthropological Studies of Whaling (Senri Ethnological Studies No.84)、World Whaling (Senri Ethnological Studies No.104)として出版されている。アラスカのイヌピアットの捕鯨、カナダ・イヌイットの捕鯨やカナダのヌーチャーヌヒ(旧称ヌートカ）の捕鯨、グリーンランドのカラーヒット(イヌイット）の捕鯨など先住民による捕鯨活動やその社会文化的意義に関心を持っている。

- アラスカ大学フェアバンクス校のDavid Koester博士やワシントン大学のBen Fitzhugh博士らとともに環北太平洋地域における先住民文化の比較研究プロジェクトを構想した。2014年1月に国際シンポジウム「北太平洋沿岸の諸先住民文化の比較研究-先住権と海洋資源の利用を中心に」を、2023年11月には国際シンポジウム「北太平洋地域の先住民社会の先史、言語、文化」を開催した。2019年より環北太平洋地域の先住民の文化と社会に関する比較研究プロジェクトに着手し、2022年に『環北太平洋沿岸地域の先住民文化に関する研究動向』(SER156号）（国立民族学博物館）を、2024年3月に『北太平洋の先住民文化――歴史・言語・社会』（臨川書店）を刊行した。
- 北アメリカ北西海岸先住民やカナダ・イヌイットらのアート、とくに版画や彫刻品について研究を行なうとともに、国立民族学博物館の2009年度特別展「自然のこえ　命のかたち―カナダ先住民の生みだす美」や2023年度企画展「カナダ北西海岸先住民のアート　スクリーン版画の世界」などにおいてアート作品を紹介してきた。特に先住民アートと社会変化との関係について強い関心を持ち、調査を行なっている。

- 2014年度より国立民族学博物館のフォーラム型情報ミュージアムプロジェクト・リーダー。2018年3月に北米北方先住民関連文化資源データベース[7]を公開した。

## 国立民族学博物館における展示活動
- 1999年 - 特別展「越境する民族文化」（実行委員としてイヌイット・アートの展示を担当）[8]
- 2001年 - 特別展「ラッコとガラス玉：北太平洋の先住民交易」（実行委員として北太平洋沿岸地域の展示を担当）[9]
- 2002年 - コレクション展示「極北のイヌイットアート」（実行委員長）[10]
- 2003年 - アメリカ展示場リニューアル　担当
- 2003年 - 地域テーマ展示「極北のイヌイット・アート」[11]
- 2009年 - 特別展「自然のこえ　命のかたち―カナダ先住民の生みだす美」（実行委員長）[12]
- 2010年 - アメリカ展示新構築（「イヌイットの版画」コーナーの担当）[13]
- 2011年 - 特別展「千島・樺太・北海道　アイヌのくらし」（実行委員）[14]
- 2014年 - 企画展「未知なる大地　グリーンランドの自然と文化」（実行委員長）[15]
- 2016年 - 常設展示場「アイヌの文化」の新構築（プロジェクト・メンバー)
- 2017年 - 企画展「カナダ先住民の文化の力　過去・現在・未来」（実行委員長）[16]
- 2018年 - 企画展「現れよ。森羅の命 - 木彫家 藤戸竹喜の世界」 (実行委員)[17]
- 2020年 - 特別展「先住民の宝」（実行委員）[18]
- 2023年 - 企画展「カナダ北西海岸先住民のアート　スクリーン版画の世界」（実行委員長）[19]

## 主な著作

### 単著
- 『極北の民 カナダ・イヌイット』（弘文堂、1998年）　カナダ首相出版賞審査員特別賞受賞
- 『イヌイット「極北の狩猟民」のいま』（中公新書、2005年）
- 『カナダ・イヌイットの食文化と社会変化』（世界思想社、2007年）　カナダ首相出版賞受賞
- 『北極海の狩人たち　クジラとイヌピアットの人々』（風土デザイン研究所、2012年）
- 『クジラとともに生きる　アラスカ先住民社会の現在』　（臨川書店、2014年）
- 『文化人類学』（風土デザイン研究所、2017年）
- 『Food Sharing in Human Societies: Anthropological Perspectives』(Springer, 2021年)

### 編著
- 『海洋資源の利用と管理に関する人類学的研究』（SER46号）（国立民族学博物館、2003年）
- 『世界の食文化20 極北』（農文協、2005年）
- 『海洋資源の流通と管理の人類学』（明石書店、2008年）
- 『北アメリカ先住民の社会経済開発』（明石書店、2008年）
- 『開発と先住民』（明石書店、2009年）
- 『捕鯨の文化人類学』（成山堂書店、2012年)
- 『環北太平洋地域の先住民文化』(SER132号)（国立民族学博物館、2015年）
- 『贈与論再考　人間はなぜ他者に与えるのか』（臨川書店、2016年）
- 『はじめて学ぶ文化人類学』（ミネルヴァ書房、2018年）
- 『世界の捕鯨文化ー現状・歴史・地域性』（SER149号）（国立民族学博物館、2019年）
- 『捕鯨と反捕鯨のあいだに　世界の現場と政治・倫理的問題』（臨川書店、2020年）
- 『World Whaling: Historical and Contemporary Studies』(Senri Ethnological Studies no. 104) (Osaka: National Museum of Ethnology, 2021年)
- 『環北太平洋沿岸地域の先住民文化に関する研究動向』(SER156号）（国立民族学博物館、2022年）
- 『北太平洋の先住民文化――歴史・言語・社会』（臨川書店、2024年）

### 共編著
- 『The Social Economy of Sharing: Resource Allocation and Modern Hunter-Gatherers』 (Senri Ethnological Studies no.53) (with G.W. Wenzel and G. Hovelsrud-Broda, eds. Osaka: National Museum of Ethnology, 2000年)
- 『紛争の海　水産資源管理の人類学』（秋道智彌との共編・人文書院、2002年）
- 『Indigenous Use and Management of Marine Resources』 (Senri Ethnological Studies no.67)(with James. M. Savelle, eds. Osaka: National Museum of Ethnology, 2005年)
- 『朝倉世界地理講座13 アメリカ・カナダ』（小塩和人との共編･朝倉書店、2006年）
- 『極北と森林の記憶-イヌイットと北西海岸インディアンの版画-』（齋藤玲子、大村敬一との共編・昭和堂、2010年）
- 『Anthropological Studies of Whaling』 (Senri Ethnological Studies no.84)(with Hishashi Hamaguchi and James M. Savelle, eds. Osaka: National Museum of Ethnology, 2013年)
- 『世界の仮面文化事典』（吉田憲司（編集代表）岸上伸啓・新免光比呂・林勲・福岡正太・南真木人編・丸善出版、2022年）
- 『Subsistence Whaling: Past History and Contemporary Issues』 (with James M. Savelle and Gregory G. Monks, eds. Singapore: Springer 2025年)

### 調査報告書
- 『先進国における援助事業への文化人類学(者)の活用についての現状と課題』（独立行政法人　国際協力機構、2008年）[20]
- 『(Research Report) Sharing and Distribution of Whale meat and Other edible Whale Parts by the Inupiat Whalers in Barrow, Alaska, USA』 (Osaka: Kishigami's office at the National Museum of Ethnology, Osaka, Japan, 2013年)[21]

### 翻訳本
- 『歴史科学としての考古学』（Bruce G.Trigger著　菊池徹夫・岸上伸啓訳、雄山閣、1991年)
- 『環境人類学を学ぶ人のために』（パトリシア・Ｋ・タウンゼンド著　岸上伸啓・佐藤吉文訳、世界思想社、2004年)
- 『格差の世界地図』（Ben Crow and Suresh K. Lodha著　岸上伸啓訳、丸善出版、2012年）

### 写真集
- 『イヌピアット写眞帳－バロー村の暮らし－』（風土デザイン研究所、2014年）
- 『グリーンランド写眞帖－ヌーク篇－』（風土デザイン研究所、2014年）

## 代表者を務めた主要な研究プロジェクト(国立民族学博物館および科研）
- 科研A) 「環太平洋地域の先住民社会におけるアート制作と社会変化ー脱植民地化を中心に」[22]（2025年度～2029年度）
- 共同研究「環北太平洋地域の先住民社会の変化、現状、未来に関する学際的比較研究ー人類史的視点から」[23]（2020年度～2023年度）
- 科研(A)「北米アラスカ・北西海岸地域における先住民文化の生成と現状、未来に関する比較研究」[24](2019年度～2023年度）
- 共同研究「捕鯨と環境倫理」[25](2016年度～2019年度)
- 科研(A)「グローバル化時代の捕鯨文化に関する人類学的研究」[26] (2015年度年～2018年度)
- フォーラム型情報ミュージアム構築プロジェクト（強化型）「北米北方先住民の文化資源に関するデータベースの構築に関する研究―民博コレクションを中心に」(2016年度ー2017年度)[27]
- フォーラム型情報ミュージアム構築プロジェクト[28] (2014年度～2017年度）
- 共同研究「贈与論再考――「贈与」・「交換」・「分配」に関する学際的比較研究」（2012年度～2014年度）
- 科研(B)「北アメリカ地域における先住民生存捕鯨と先住権」（2009年度～2013年度）
- 共同研究「捕鯨文化の実践人類学的研究」（2008年度～2011年度）
- 共同研究「開発と先住民族」（2005年度～2007年度）
- 機関研究「文化人類学の社会的活用」領域代表（2004年度～2008年度）
- 機関研究「日本における応用人類学の展開のための基礎的研究」（2004年度～2008年度）
- 科研(A)「先住民による海洋資源の流通と管理」（2003年度～2006年度）
- 共同研究「先住民による水産資源の分配と商業流通」（2002年度～2003年度）
- 科研(A)「先住民による海洋資源の利用と管理：漁業権と管理をめぐる人類学的研究」（1999年度～2001年度）
- 共同研究「先住民による海洋資源利用と管理」（1999年度～2001年度）

## 代表者を務めた国際シンポジウムおよび学会分科会
- 2023 The International Symposium “Prehistory, Language and Culture of Indigenous Societies in the North Pacific” held at the fourth seminar room, National Museum of Ethnology, Osaka, Japan (November 3 - 5, 2023)[29]
- 2023 一般公開シンポジウムI　「カナダ北西海岸先住民の文化とアート－変化と現状―」日本カナダ学会第48回年次研究大会、国立民族学博物館第4セミナー室においてハイブリッド開催 (2023.9.16)[30]
- 2023 一般公開シンポジウム「日本の商業捕鯨の現状を考える：環北太平洋地域研究の視点から」国立民族学博物館第４セミナー室において(2023.5.28)[31]
- 2023 Session R9 “ Culture, Language, and Environment” co-organized with Dr. Megumi Kurebito at  Seventh International Symposium on Arctic Research (ISAR-7) ,the National Institute of Polar Research, Tachikawa City, Tokyo, Japan (2023.3.9)
- 2022 一般公開シンポジウム「環北太平洋地域の先住民社会の先史、言語、文化」国立民族学博物館第４セミナー室において(2022.10-29-30)[32]
- 2019 「セッションIII 先住民」日本カナダ学会第44回年次研究大会、鹿児島純心女子大学において(2019.9.8)[33]
- 2018  一般公開シンポジウム「世界の捕鯨を考える」国立民族学博物館第４セミナー室において(2018.12.2)[34]
- 2018　International Symposium "Whaling Activities and Issues in the Contemporary World", National Museum of Ethnology, Osaka, Japan (2018. Nov. 30 - Dec. 1)[35]
- 2017　一般公開国際シンポジウム「カナダ先住民の歴史と現状」日本カナダ学会第42回年次研究大会、国立民族学博物館第4セミナー室において(2017.9.9)

- 2016　日本文化人類学会第50回研究大会分科会「贈与論再考　人類社会における贈与・交換・分配・再分配の検討」南山大学Ｓ棟Ｂ会場(S-23）において(2016.5.29)

- 2015  Session 42 "Aboriginal Whaling and Identity in the Twenty-First Century" organized with James Savelle at The 11th International Conference on Hunting and Gathering Societies, University of Vienna, Austria (2015.9.9)

- 2014 Panel 003 “Anthropology of whaling issues: the present and future of whaling cultures” at the International Union of Anthropological and Ethnological Sciences 2014, Makuhari Messe, Chiba, Japan (2014.5.15)

- 2014 The International Symposium "Comparative Studies of Indigenous Cultures around the North Pacific Rim: Focusing on Indigenous Rights and Marine Resources"  organized with David Koester , National Museum of Ethnology, Osaka, Japan (2014.1.11-1.13)

- 2011　The International Symposium of the National Institutes for the Humanities: "Whaling Cultures of the World: Past, Present, and Future" , National Museum of Ethnology, Osaka, Japan (2011.3.11-3.13)

- 2009　日本カナダ学会第34回年次研究大会シンポジウム「カナダにおける先住民アートの展開：イヌイットと北西海岸先住民族のアート伝統」、国立民族学博物館第4セミナー室(2009.9.13)

- 2009　一般公開シンポジウム「人類学の挑戦―これまでとこれから」国立民族学博物館第5セミナー室において(2009. 3.8.)

- 2004　日本文化人類学会第38回研究大会 B-3 分科会「水産資源の利用と流通：寒冷地域と熱帯地域との比較」、東京外国語大学において　(2004.6.5)

- 2002　　Monbukagakusho International Symposium 2002 “New Interdisciplinary Approaches to the Study of Indigenous Use and Management of Migratory Marine Resources” , National Museum of Ethnology, Osaka, Japan (2002.12.2-12.6)

- 2001平成12年度第2回国際シンポジウム 「紛争の海―北と南の水産資源とその管理をめぐって」国立民族学博物館において(2001.1.22-1.24)
- 1998 Session "Social Economy of Sharing" organized with George Wenzel and Grete Hovesrud-Broda at The 8th International Conference on Hunting and Gathering Societies, 27 October, 1998, National Museum of Ethnology, Osaka, Japan.